# Kedungrejo (Nguntoronadi)
Kedungrejo is een bestuurslaag in het regentschap Wonogiri van de provincie Midden-Java, Indonesië. Kedungrejo telt 2327 inwoners (volkstelling 2010).